# Liste der Wappen im Erzgebirgskreis
Diese Liste zeigt die Wappen der Gemeinden im Erzgebirgskreis in Sachsen.

## Erzgebirgskreis

Wappen des Erzgebirgskreises
Lage des Erzgebirgskreises in Sachsen
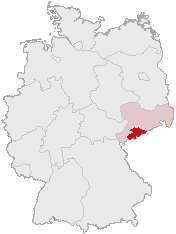
Lage des Erzgebirgskreises in Deutschland

### Städte und Gemeinden

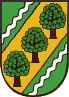
Gemeinde Amtsberg
Kreisstadt Annaberg-Buchholz
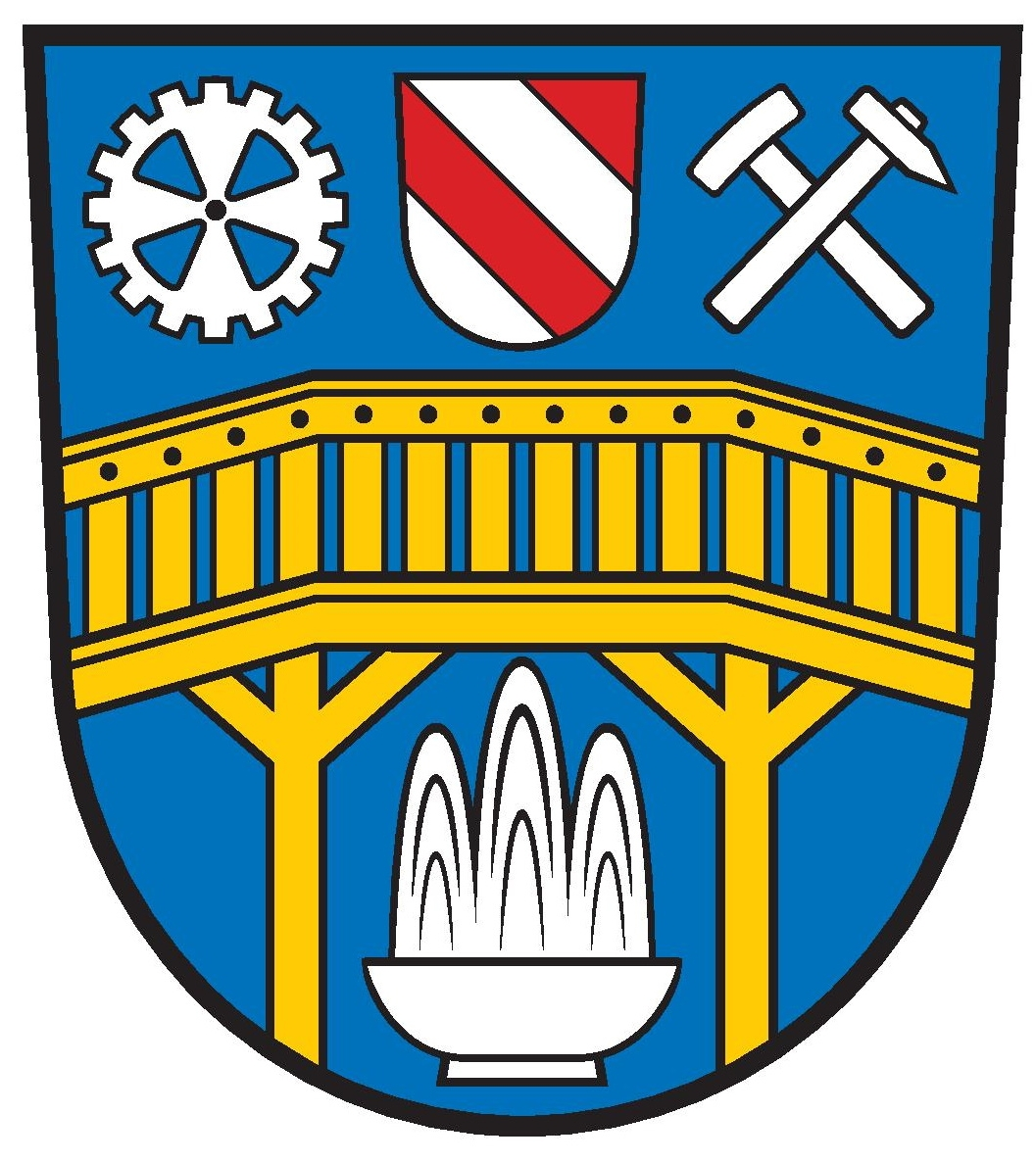
Stadt Aue-Bad Schlema
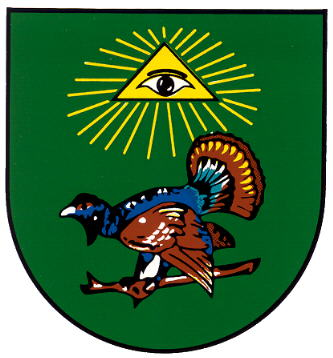
Gemeinde Auerbach
Gemeinde Bärenstein
Gemeinde Bockau
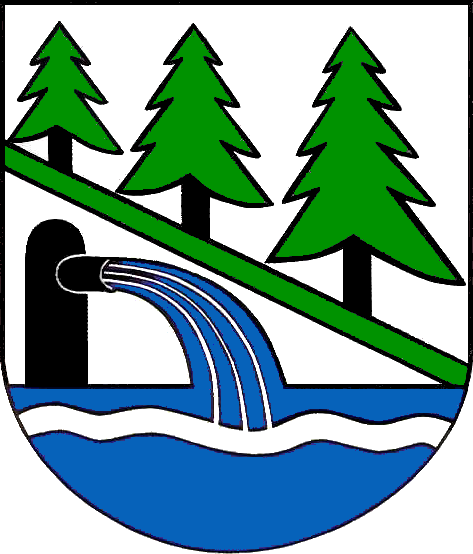
Gemeinde Börnichen/Erzgeb.
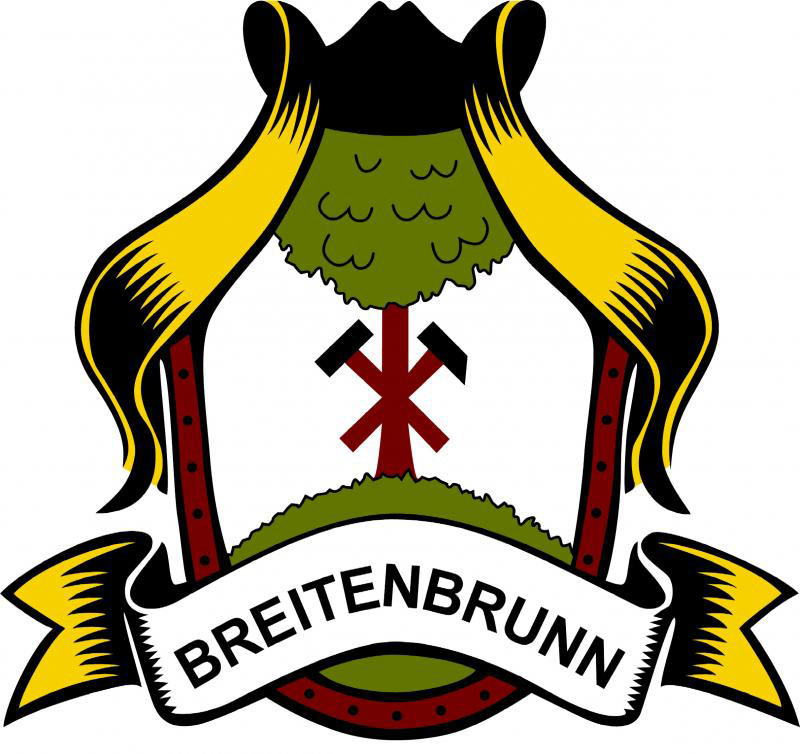
Gemeinde Breitenbrunn
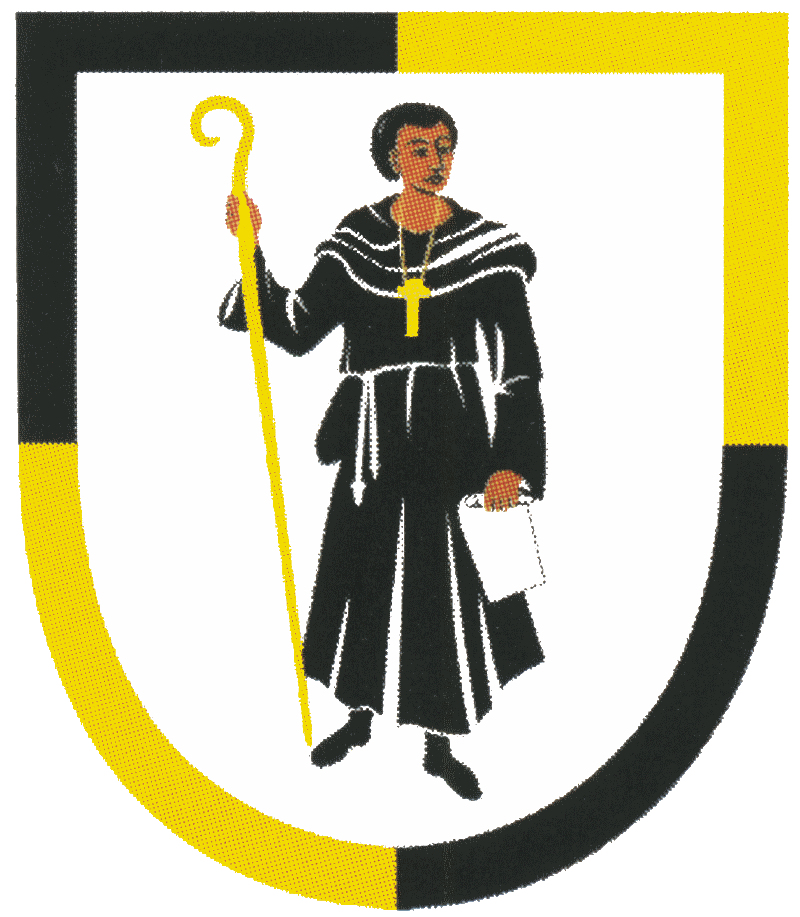
Gemeinde Burkhardtsdorf
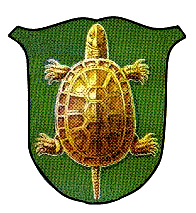
Gemeinde Crottendorf
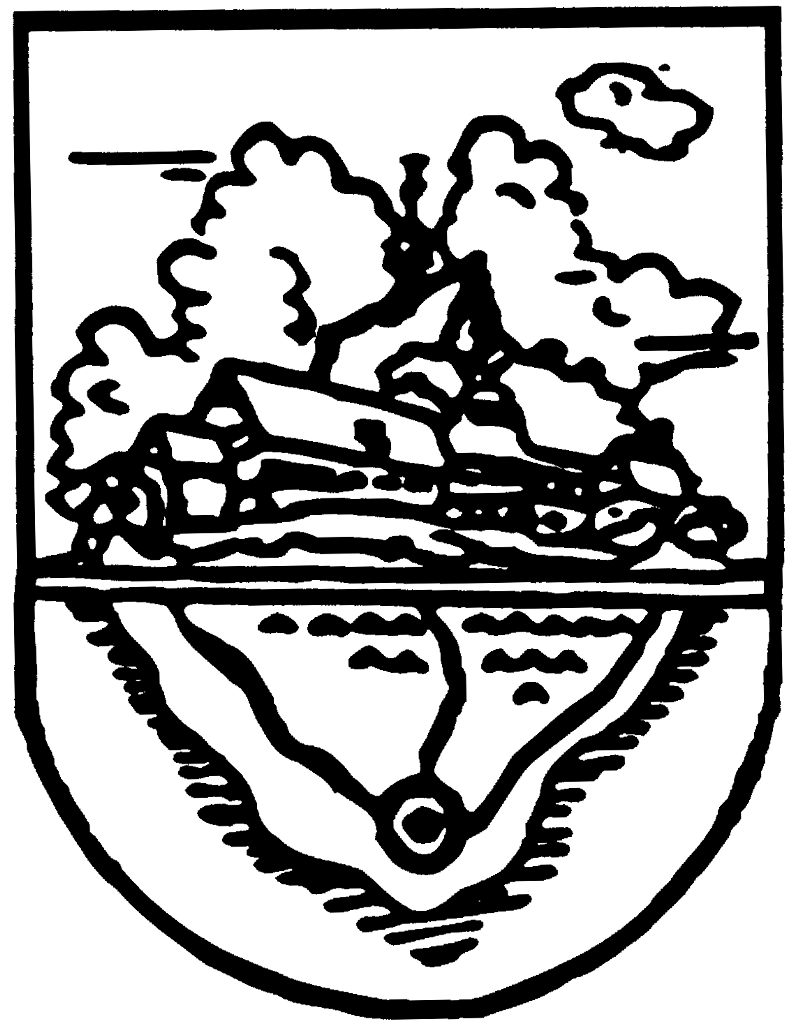
Gemeinde Deutschneudorf
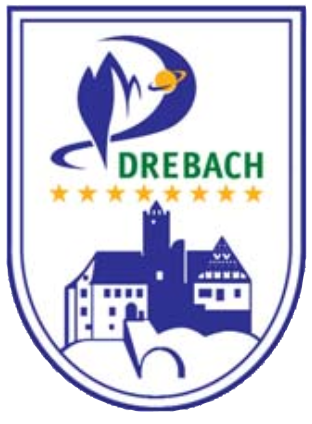
Gemeinde Drebach
Stadt Ehrenfriedersdorf
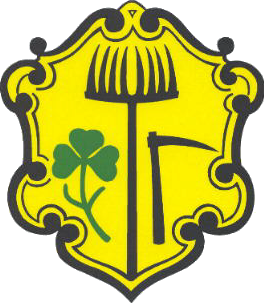
Stadt Eibenstock
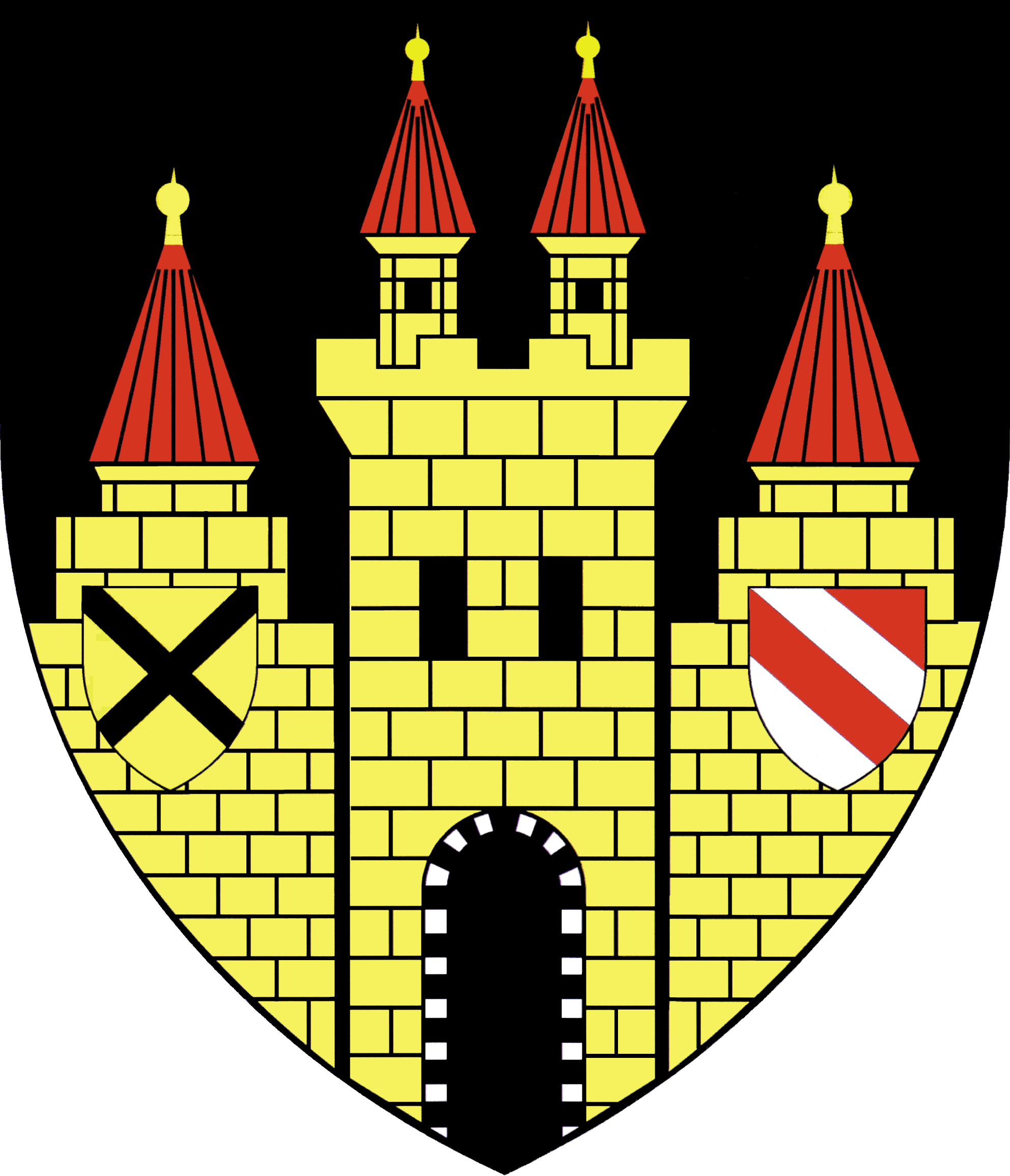
Stadt Elterlein
Gemeinde Gelenau
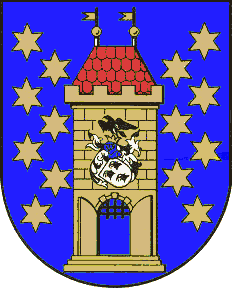
Stadt Geyer
Gemeinde Gornau/Erzgeb.
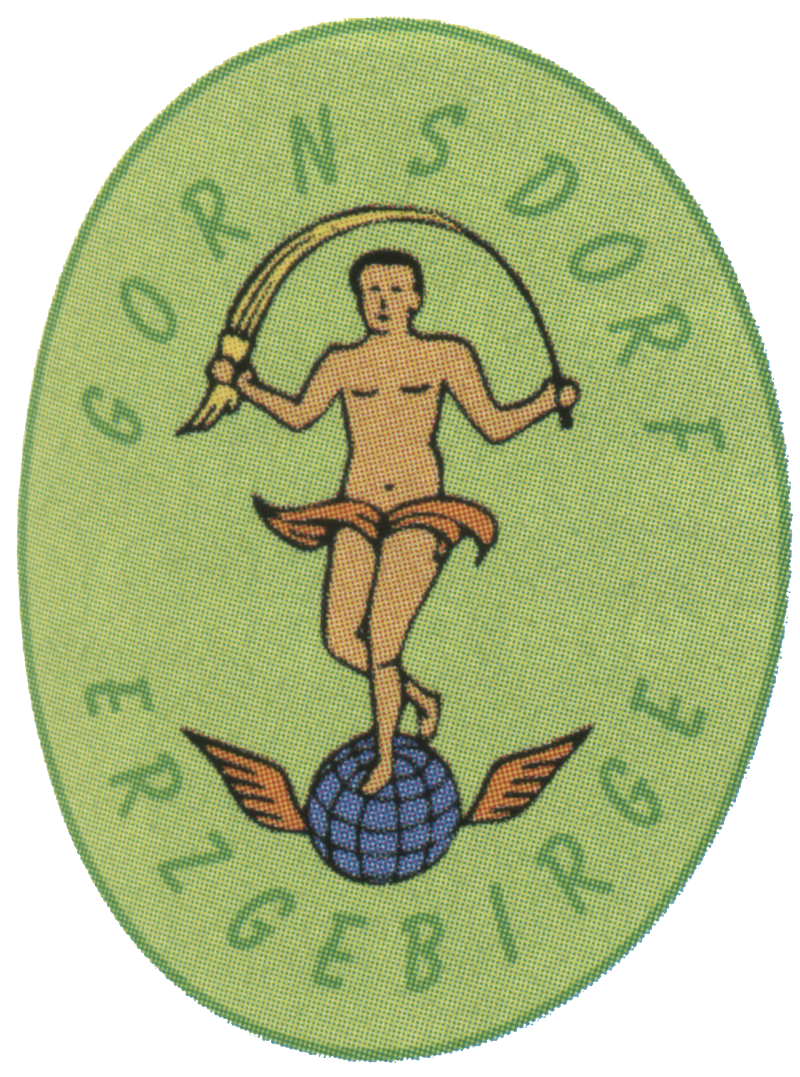
Gemeinde Gornsdorf
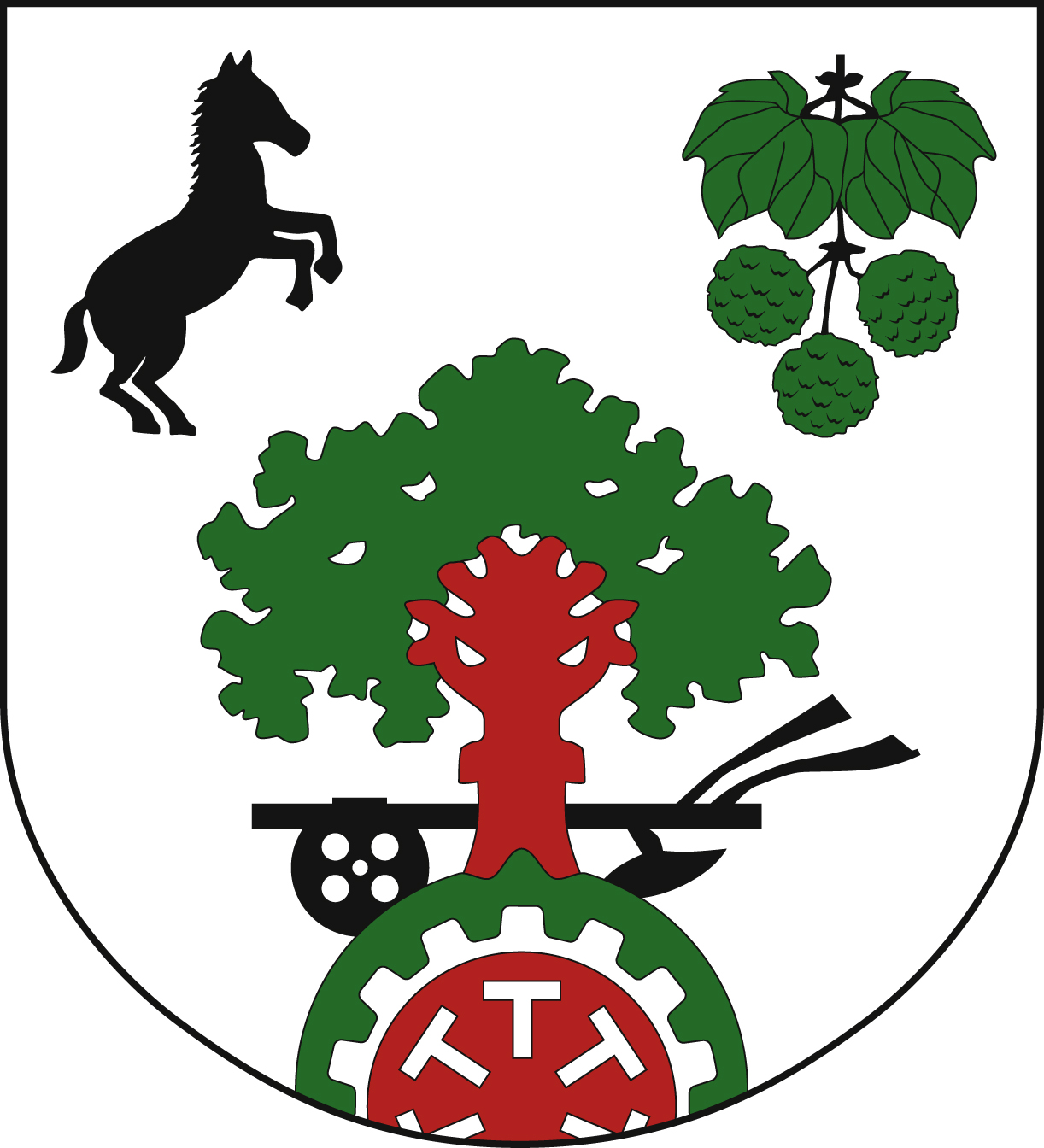
Gemeinde Großolbersdorf
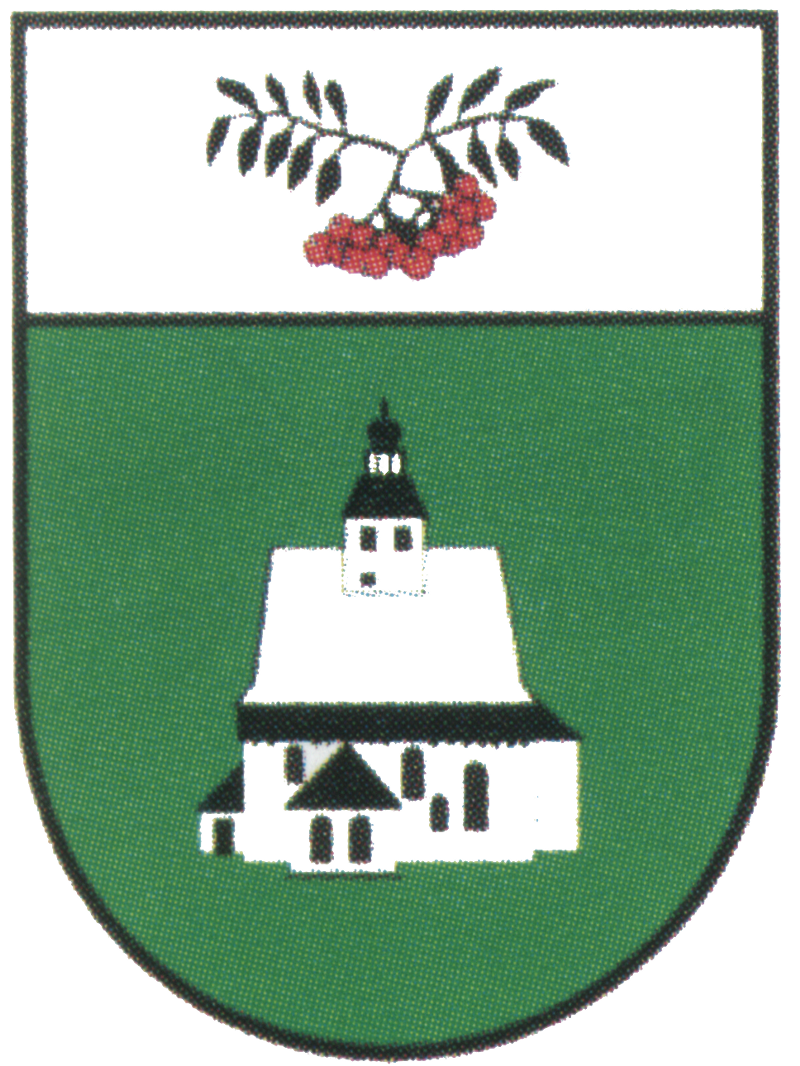
Gemeinde Großrückerswalde
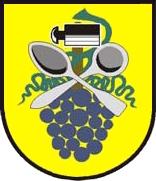
Stadt Grünhain-Beierfeld
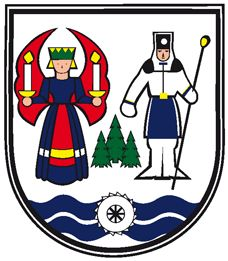
Gemeinde Grünhainichen
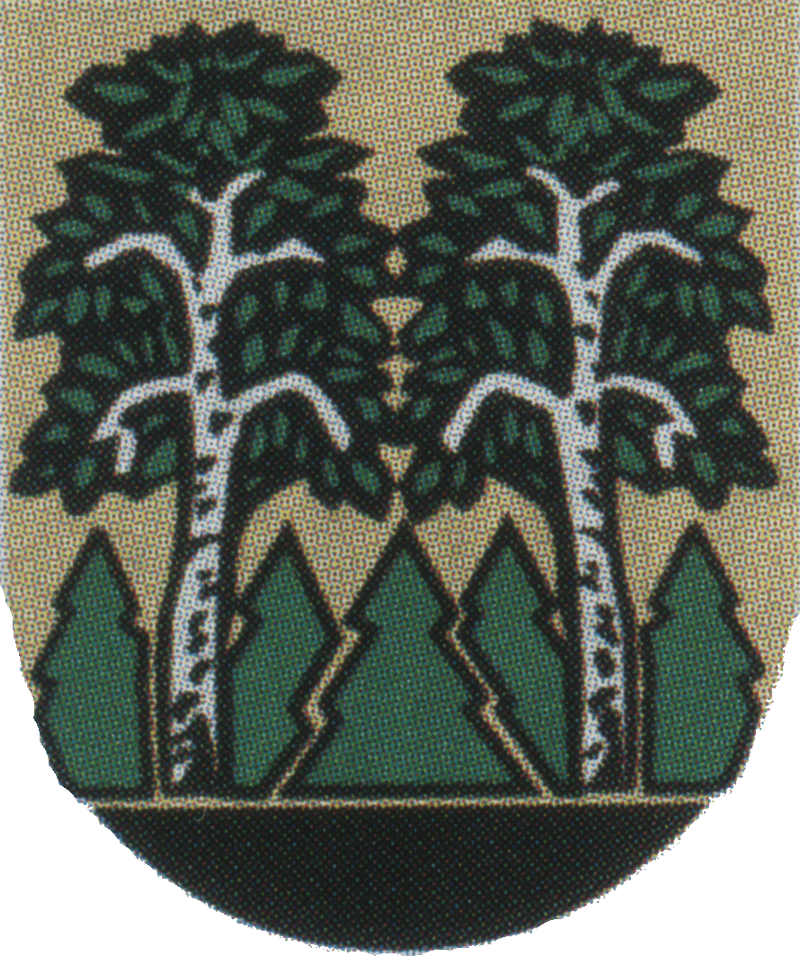
Gemeinde Heidersdorf
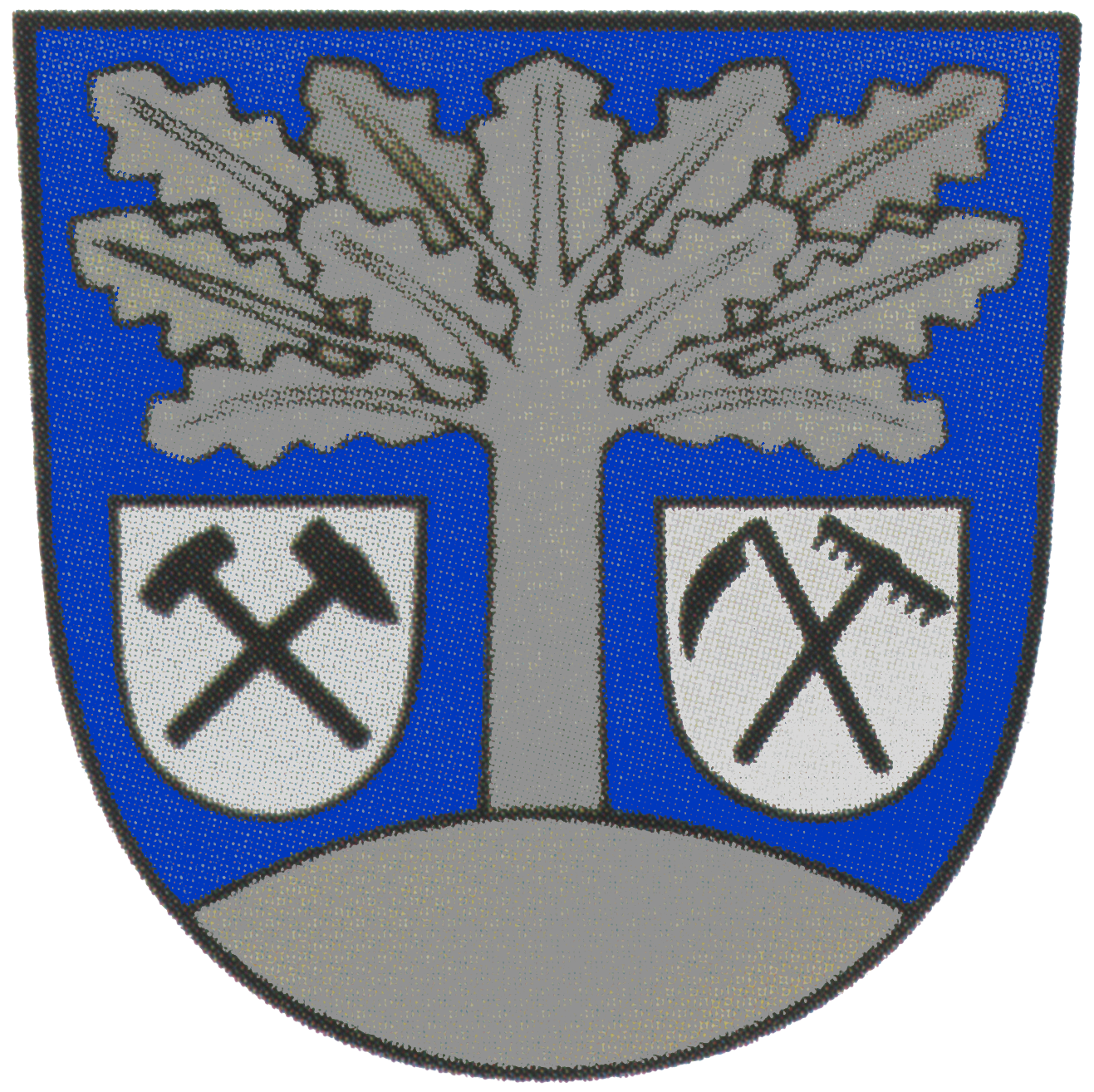
Gemeinde Hohndorf
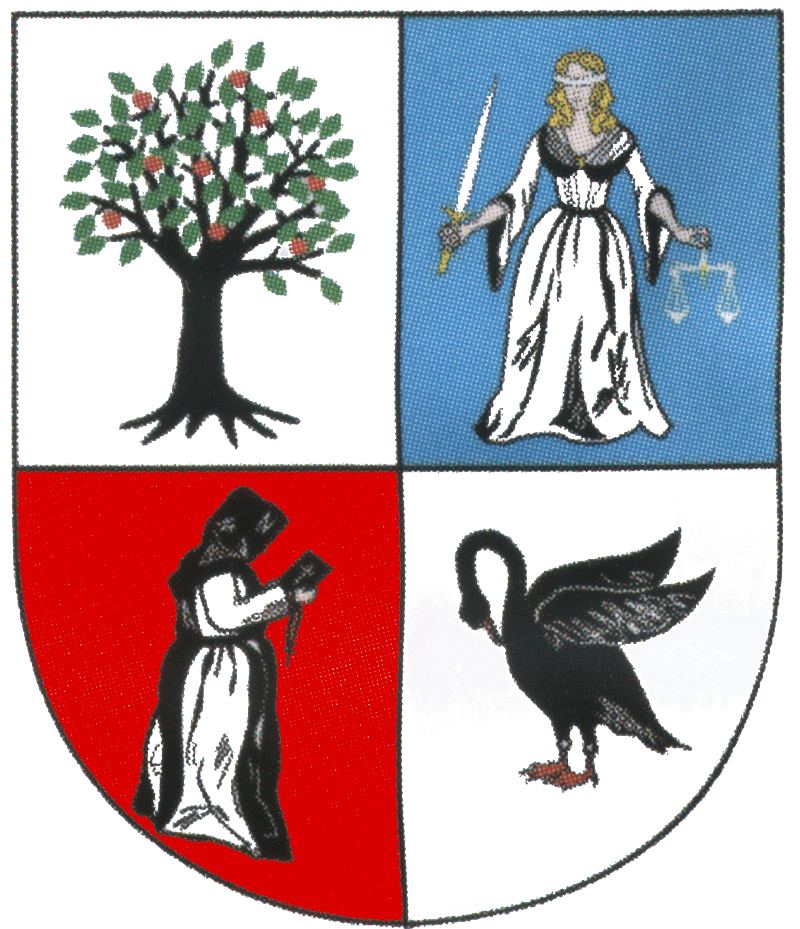
Gemeinde Jahnsdorf/Erzgeb.
Stadt Johanngeorgenstadt
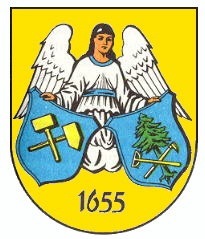
Stadt Jöhstadt
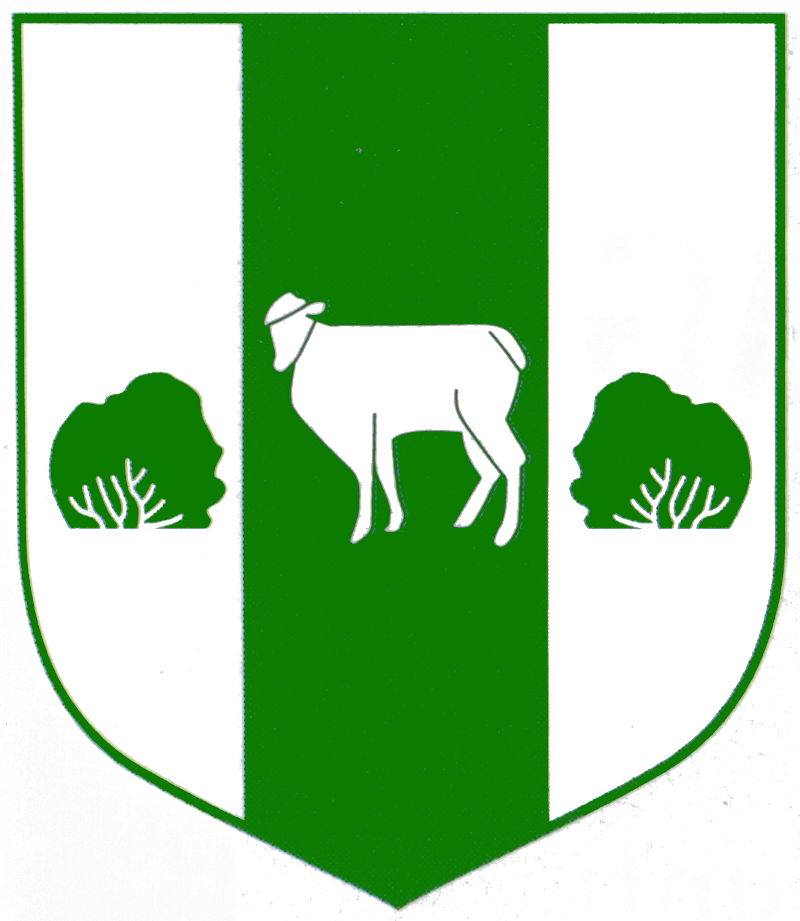
Gemeinde Königswalde
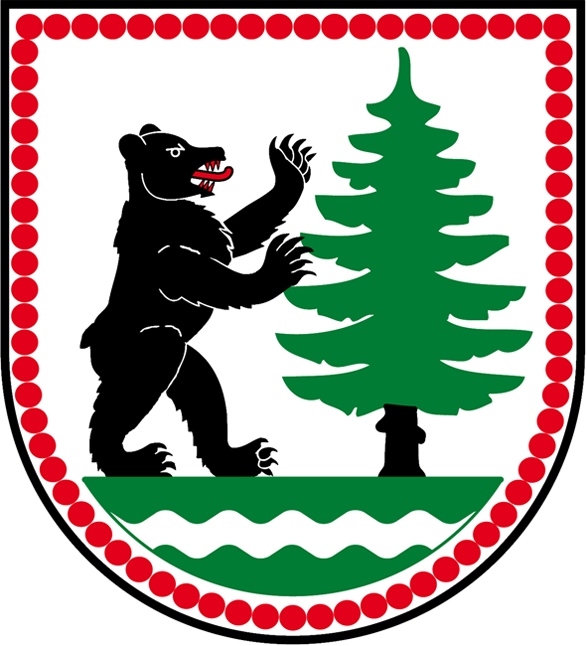
Stadt Lauter-Bernsbach
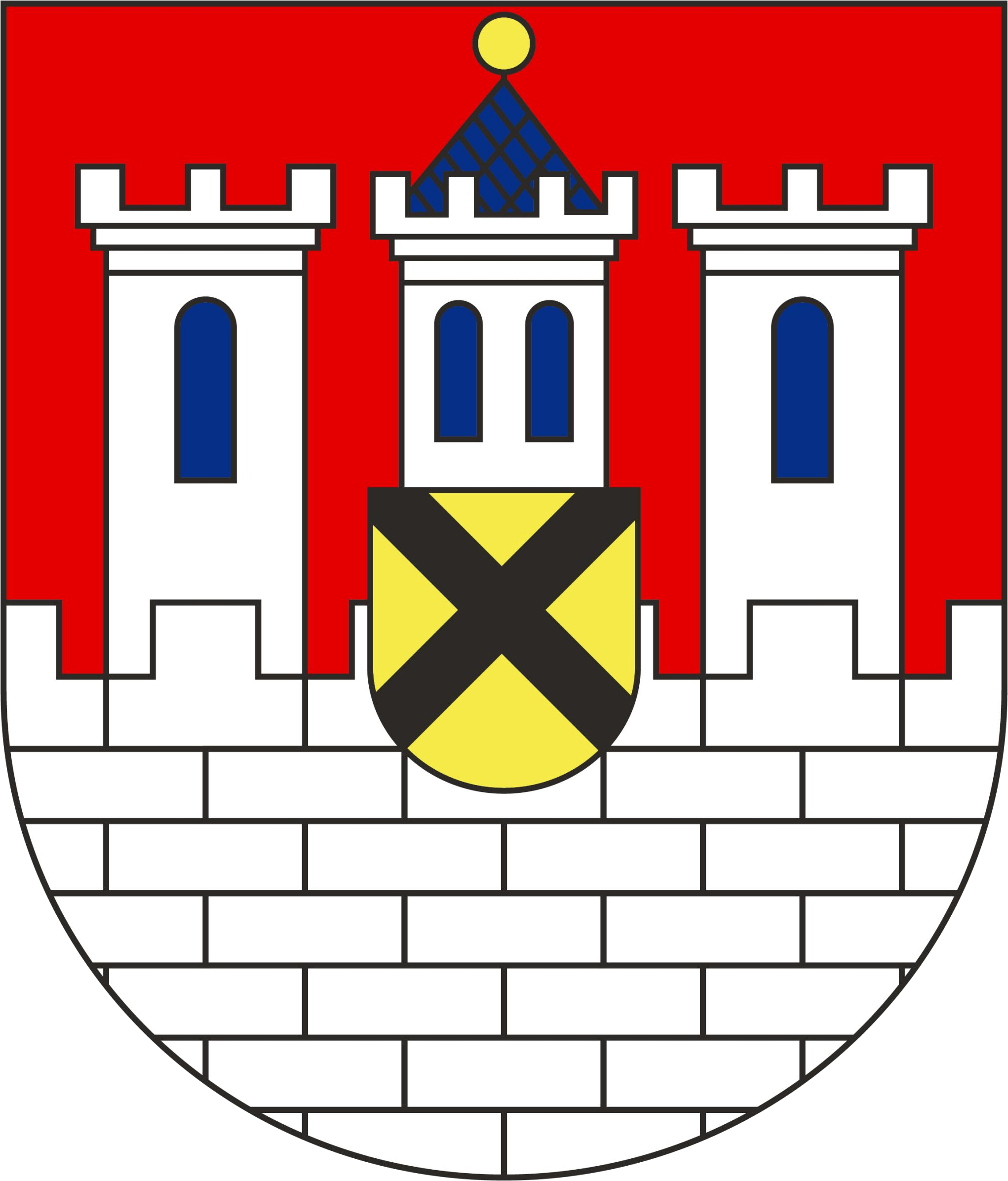
Stadt Lößnitz
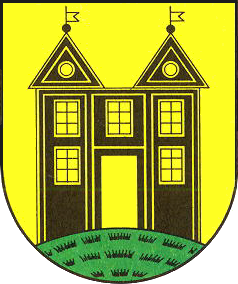
Stadt Lugau
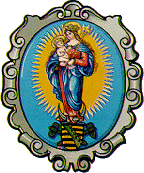
Stadt Marienberg → Details
Gemeinde Mildenau
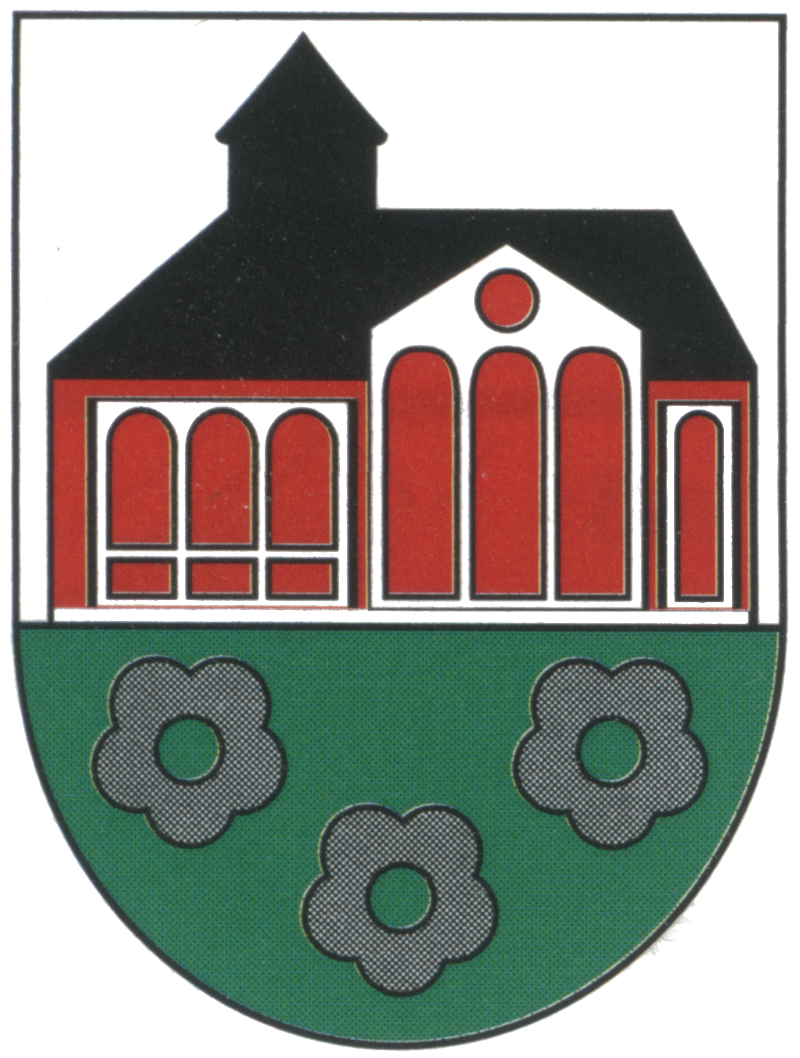
Gemeinde Neukirchen/Erzgeb.
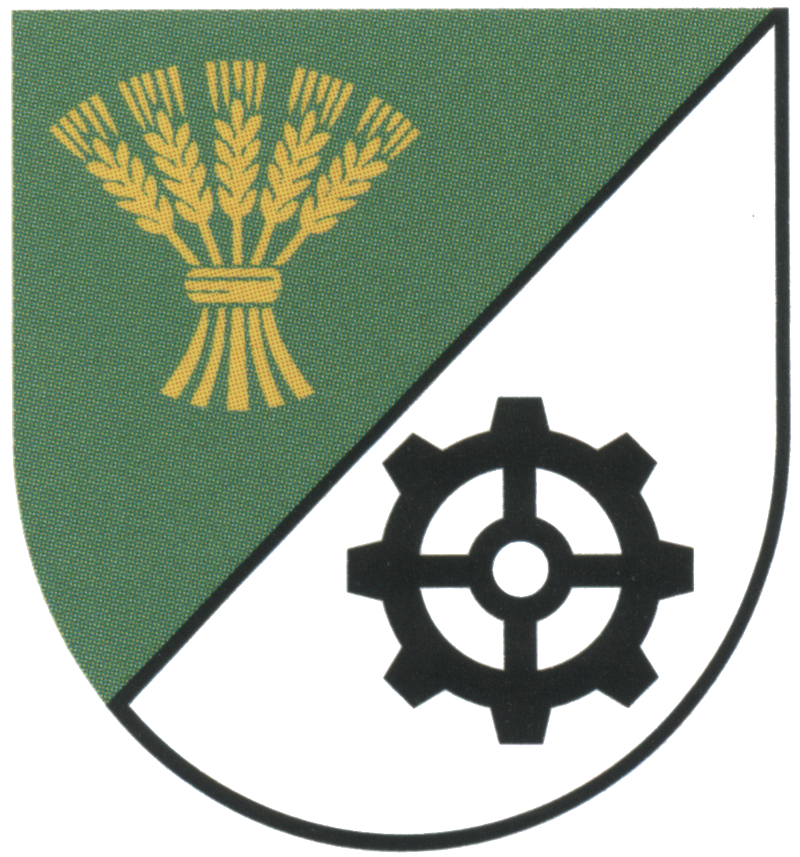
Gemeinde Niederdorf
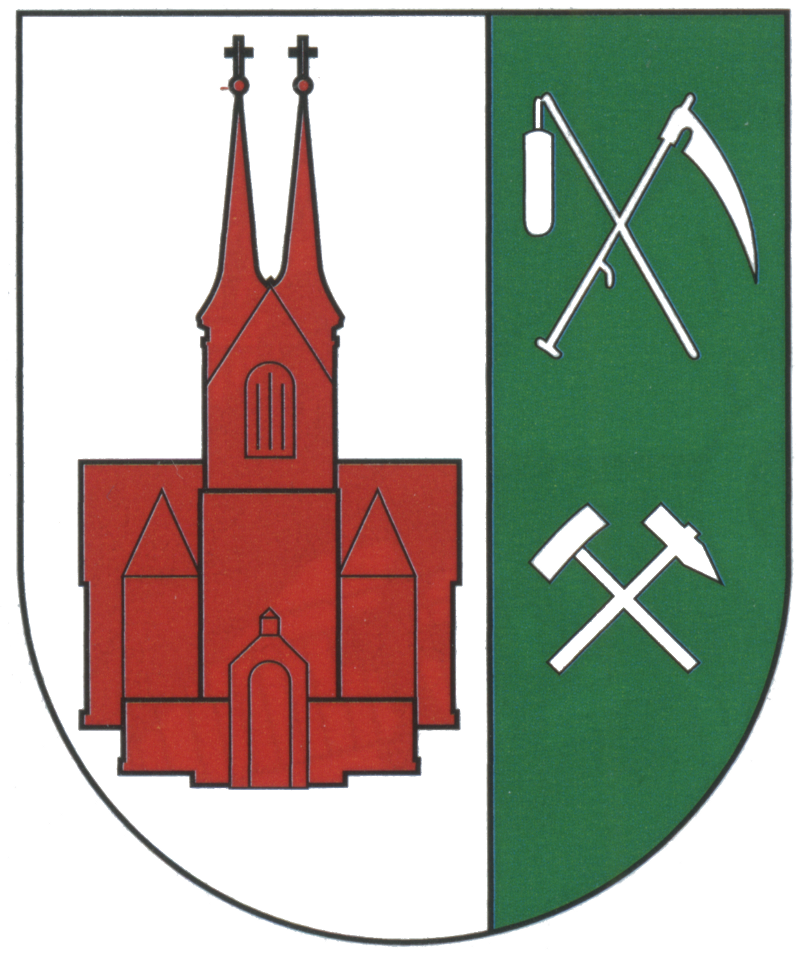
Gemeinde Niederwürschnitz
Stadt Oberwiesenthal
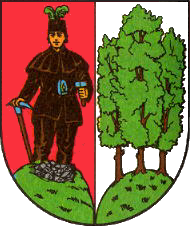
Stadt Oelsnitz/Erzgeb.
Stadt Olbernhau
Stadt Pockau-Lengefeld
Gemeinde Raschau-Markersbach
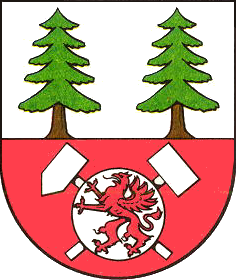
Stadt Scheibenberg
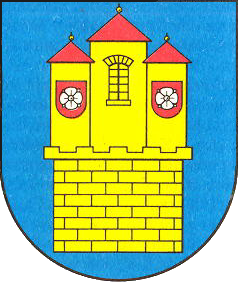
Stadt Schlettau
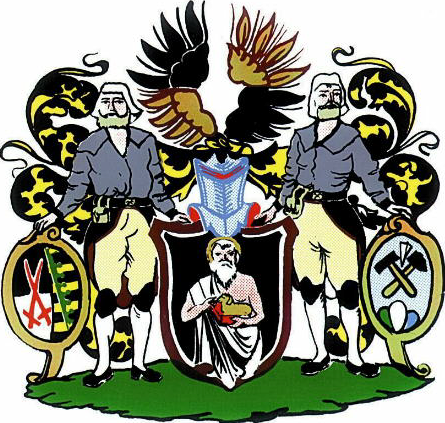
Stadt Schneeberg
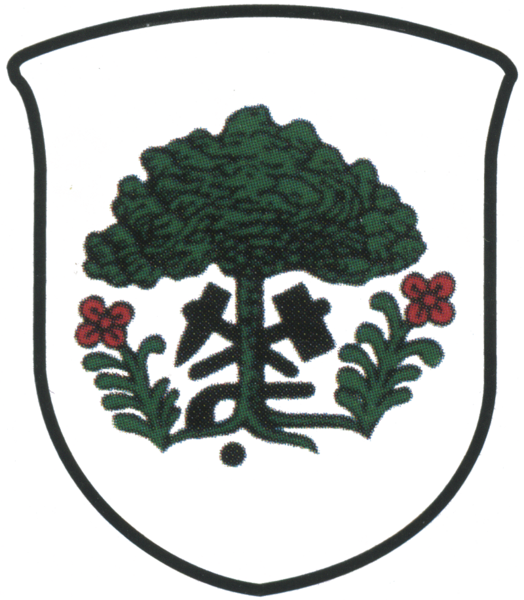
Gemeinde Schönheide
Stadt Schwarzenberg
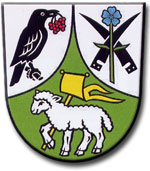
Gemeinde Sehmatal
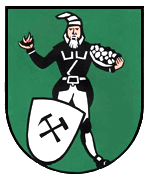
Gemeinde Seiffen/Erzgeb.
Stadt Stollberg/Erzgeb.
Gemeinde Stützengrün
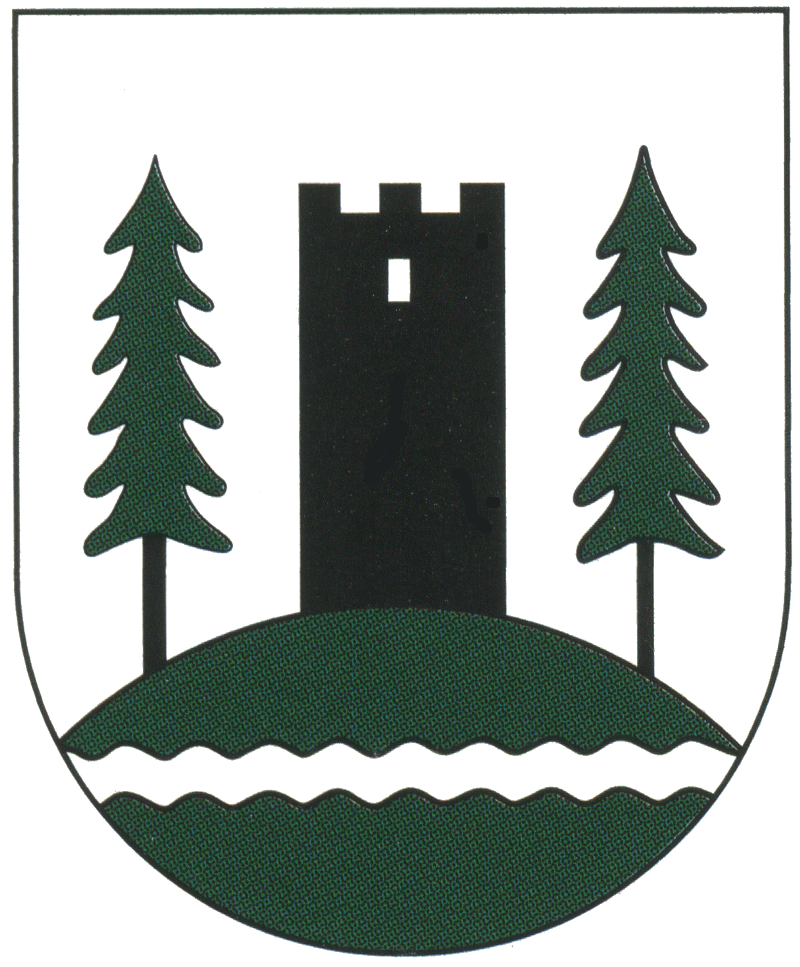
Gemeinde Tannenberg
Stadt Thalheim/Erzgeb.
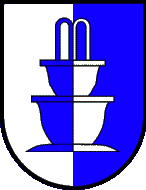
Gemeinde Thermalbad Wiesenbad
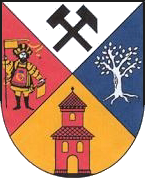
Stadt Thum
Stadt Wolkenstein
Stadt Zschopau
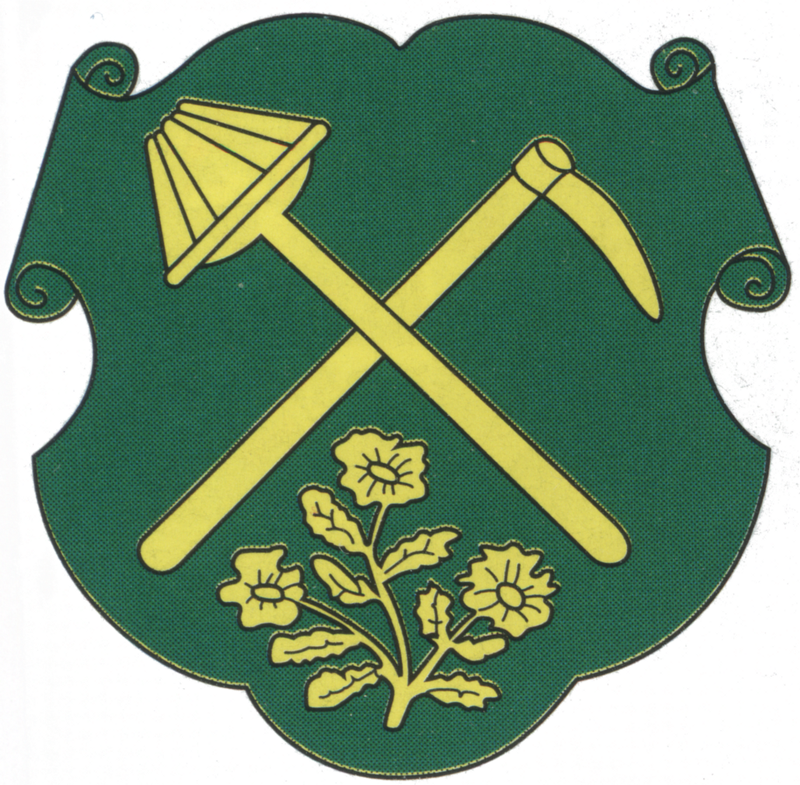
Gemeinde Zschorlau
Stadt Zwönitz

### Verwaltungsverbände

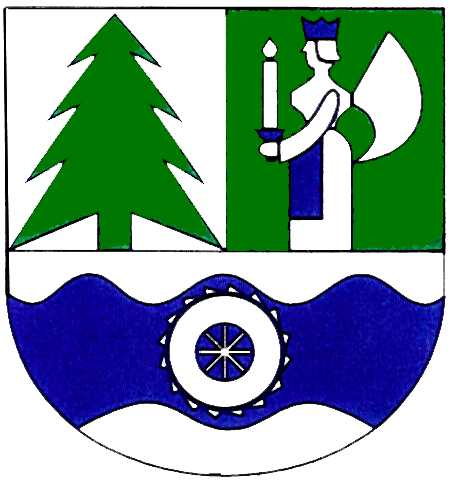
Verwaltungsverband Wildenstein

## Ehemalige Landkreise

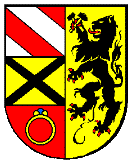
Wappen des Landkreises Annaberg
Wappen des Landkreises Aue-Schwarzenberg
Wappen des Mittleren Erzgebirgskreises
Wappen des Landkreises Stollberg

## Einst selbstständige Gemeinden

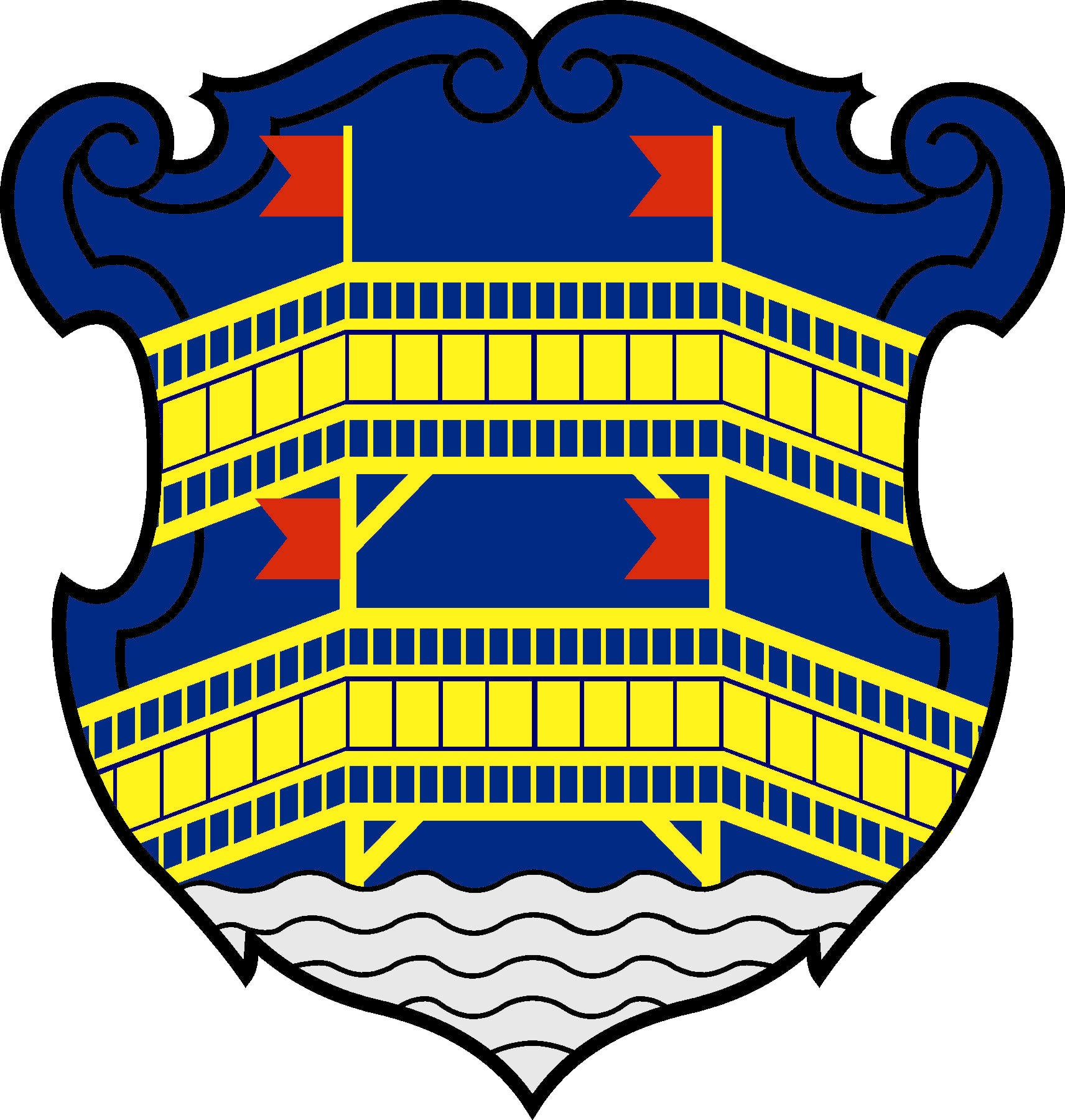
Ortsteil Aue der Stadt Aue-Bad Schlema
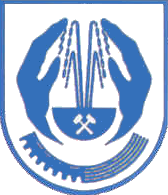
Ortsteil Bad Schlema der Stadt Aue-Bad Schlema
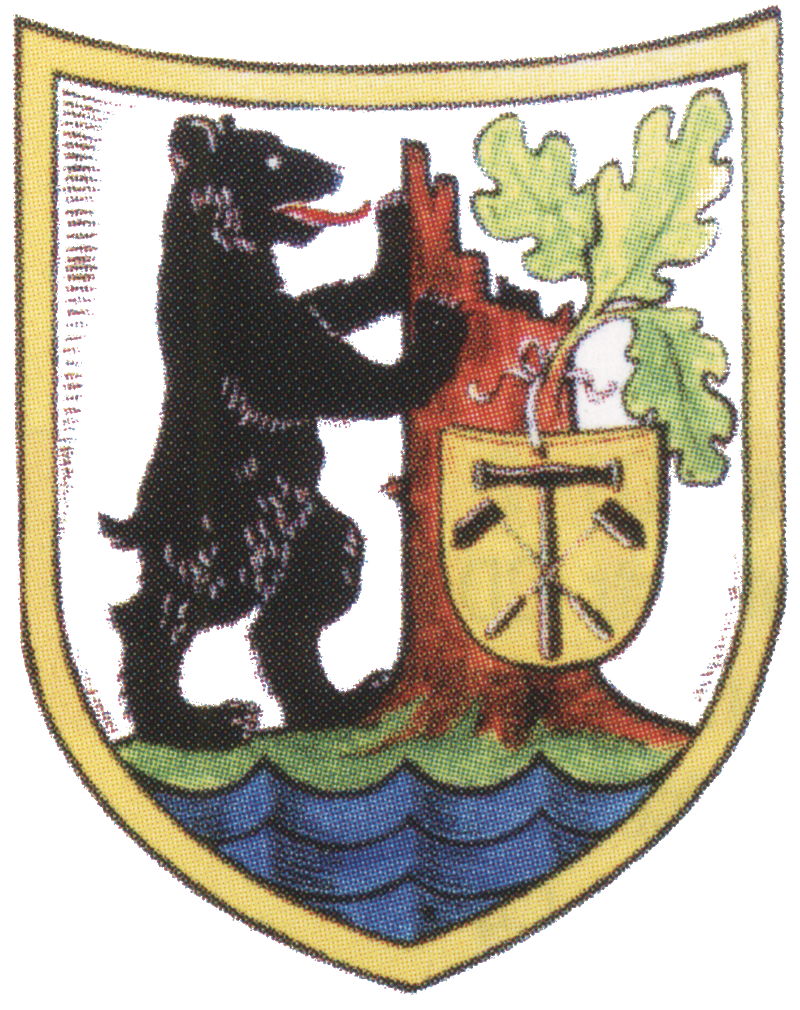
Ortsteil Bernsbach der Stadt Lauter-Bernsbach
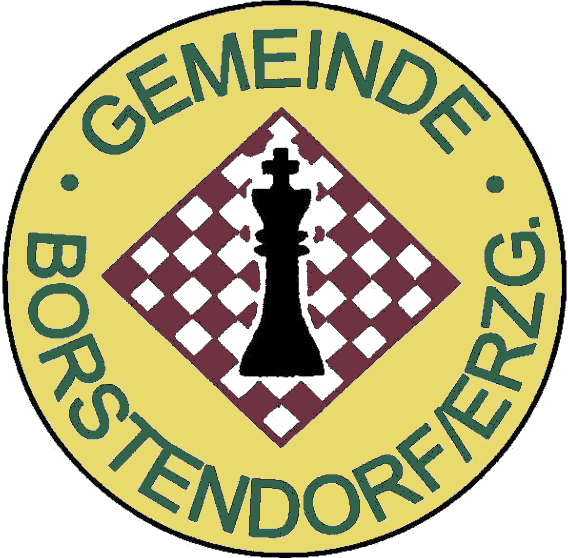
Ortsteil Borstendorf der Gemeinde Grünhainichen
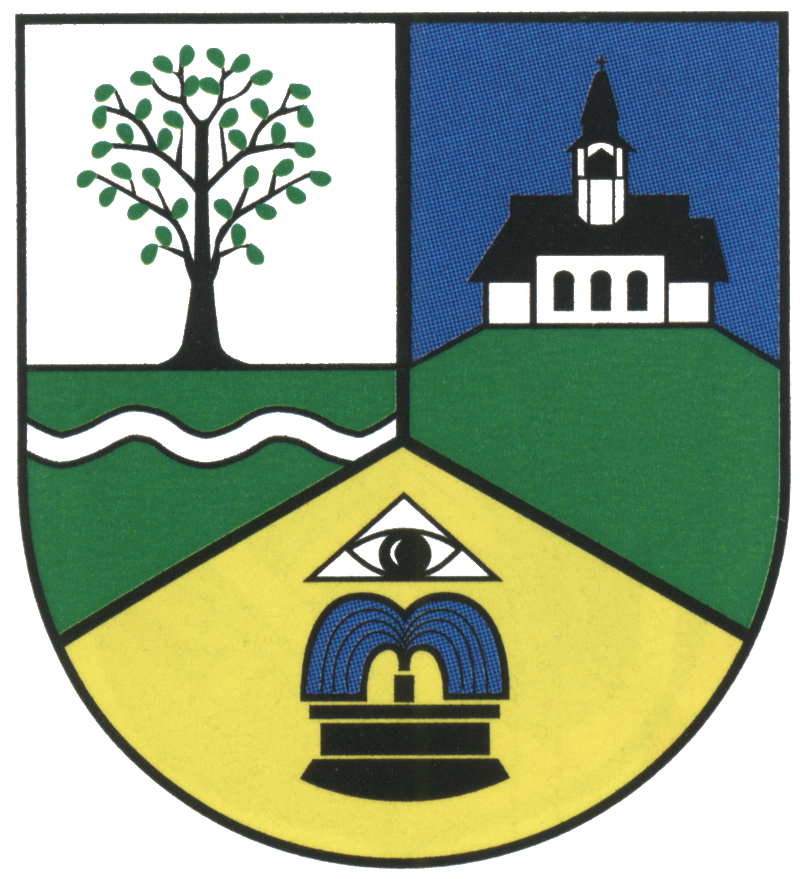
Ortsteil Erlbach-Kirchberg der Stadt Lugau
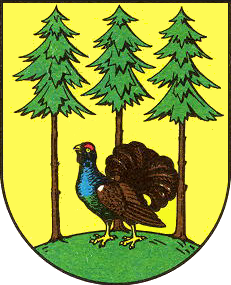
Ortsteil Grünhain der Gemeinde Grünhain-Beierfeld
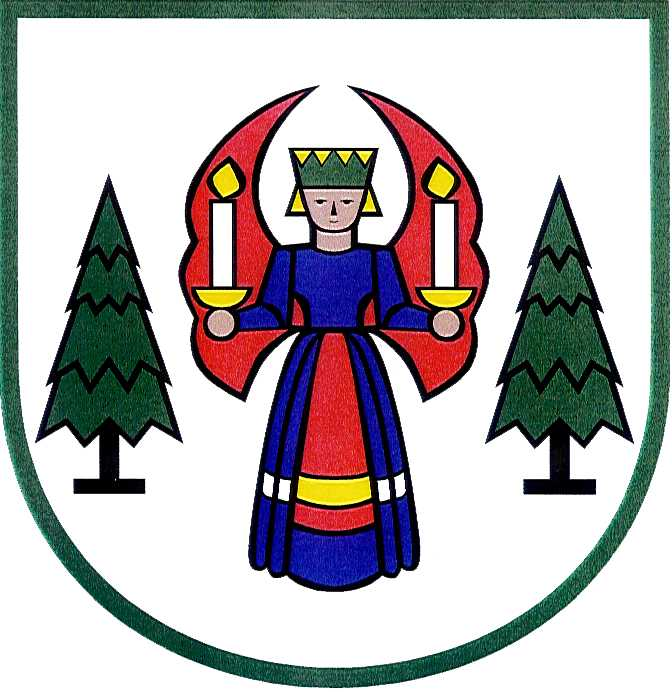
Ortsteil Grünhainichen der Gemeinde Grünhainichen
Ortsteil Hormersdorf der Stadt Zwönitz
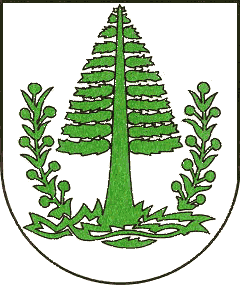
Ortsteil Lauter der Stadt Lauter-Bernsbach
Ortsteil Lengefeld der Stadt Pockau-Lengefeld
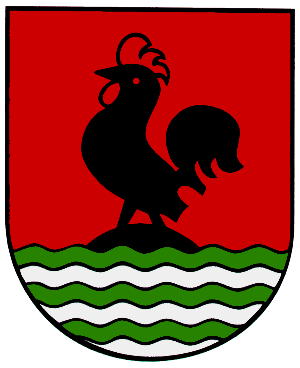
Ortsteil Markersbach der Gemeinde Raschau-Markersbach
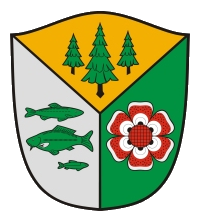
Ortsteil Pfaffroda der Stadt Olbernhau
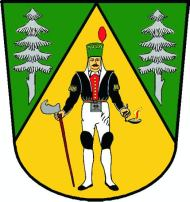
Ortsteil Pobershau der Stadt Marienberg
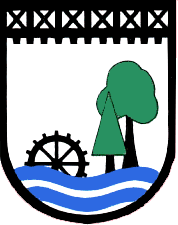
Ortsteil Pockau der Stadt Pockau-Lengefeld
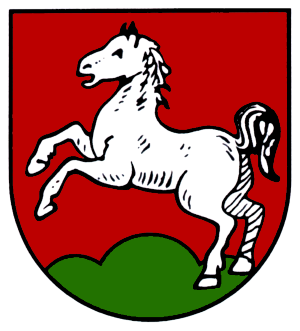
Ortsteil Raschau der Gemeinde Raschau-Markersbach
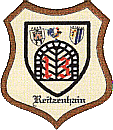
Ortsteil Reitzenhain der Stadt Marienberg
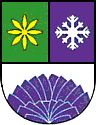
Ortsteil Satzung der Stadt Marienberg
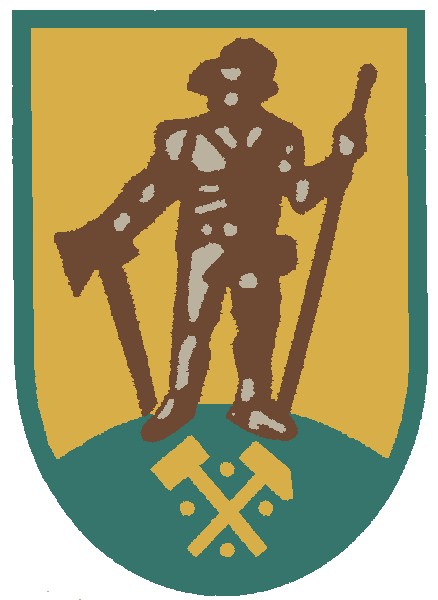
Ortsteil Sosa der Stadt Eibenstock
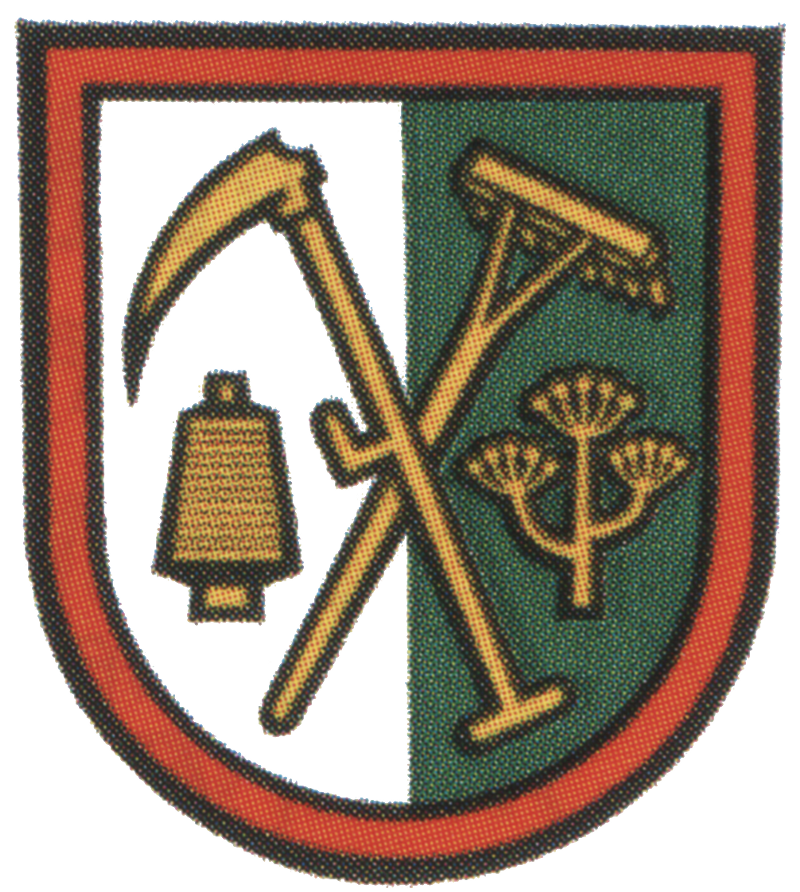
Ortsteil Venusberg der Gemeinde Drebach
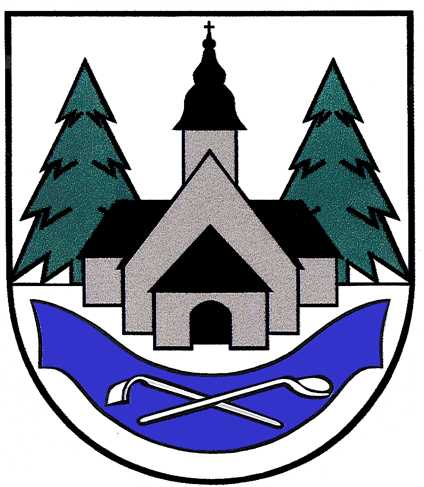
Ortsteil Waldkirchen/Erzgeb. der Gemeinde Grünhainichen
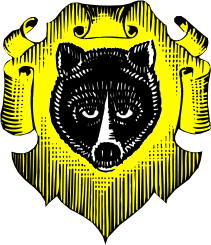
Ortsteil Zöblitz der Stadt Marienberg